# Emil Frelih
Emil Frelih, slovenski operni režiser, scenograf in publicist, 19. december 1912, Ljubljana, Kranjska, Avstro-Ogrska, † 19. maj 2007, Maribor, Slovenija.

## Življenje in delo
Leta 1940 je končal študij na oddelku za odrsko umetnost na Državnem konservatoriju v Ljubljani. Izpopolnjeval se je v dunajski Državni operi in Salzburgu. Od leta 1939 do 1945 je bil režiser v ljublkanski Operi, nato je od 1946 do 1948 študiral filmsko režijo v Pragi. Po vrnitvi je bil umetniški vodja, režiser, scenarist in dramaturg na Ptuju in Kopru. Od leta 1958 do 1965 režiser v Novem Sadu, nato do 1972 v Mariboru. Tu je režiral okoli 30 oper, s posebnim uspehom Prodano nevesto B. Smetane in še nekatere druge opere. Gostoval je po Jugoslaviji in v Argentini. Zrežiral je več kot 100 oper in operet in izdelal čez 60 scenografij. Napisal je več strokovnih knjig in potopisov ter mladinskih, dramskih in leposlovnih del ter precej strokovnih člankov. Njegova bibliografija obsega 84 zapisov.
Njegov sin je bil slovenski organist Saša Frelih - Mišo.

## Izbrana bibliografija
- Svet operne Talije : razmišljanja, zapisi in eseji (COBISS)
- V vrtincu življenja (COBISS)
- V tajgi sibirskih brez ; Tolstojeva Jasna Poljana : potopis (COBISS)
- Dramski režiser in operna režija (COBISS)